# Torre Palombara
La torre Palombara, o soltanto La Palombara, era un edificio storico di Alvito (in provincia di Frosinone), risalente al XV secolo e appartenuto all'umanista Mario Equicola, utilizzato anticamente per l'allevamento e per l'addestramento dei colombi viaggiatori per fini di comunicazione. Ubicata sull'omonimo fondo, di proprietà privata, che si trova all'estremità orientale dell'abitato, sulla destra della strada provinciale Alvito-San Donato Val di Comino, la torre colombaia è in buona parte crollata il 23 gennaio 2014.

## Storia
L'edificio trae il proprio nome dall'area rurale dove sorge, la «Palombara» appunto, che rappresenta un toponimo animale (zoonimo) indicante la presenza e la concentrazione in quel sito dei piccioni.
Il terreno su cui è stata edificata la torre, con tutte le relative pertinenze, fu oggetto di un apposito privilegio del 9 maggio 1496, firmato da un esponente della famiglia Cantelmo, ai tempi anche feudatari di Alvito, e concesso come beneficio perpetuo a Mario Equicola, un umanista di origini alvitane che fu particolarmente attivo alla corte dei Gonzaga. Il privilegio fu ratificato sia dal viceré di Napoli, Raimondo de Cardona, nel 1518, sia da Carlo V nel 1525. Dai discendenti dell'Equicola, cioè i Prudenzi, che lo possedettero almeno fino a tutto il Cinquecento dispensati dal pagarvi l'adoa, l'edificio è stato oggetto, nei secoli successivi, di diversi passaggi di proprietà.
L'ubicazione, la struttura e le sue caratteristiche costruttivo-funzionali, oltre ad altri elementi, di ordine economico-sociale, urbanistico e toponomastico locali, offrono la testimonianza che l'edificio svolse nel tempo la funzione di stazione di comunicazione per i colombi, che in quel sito venivano allevati e addestrati. Nel corso del Novecento la torre è stata anche destinata a silo per l'immagazzinamento cerealicolo.
L'edificio subì dei danni già durante il terremoto della Marsica del 1915, per cui, dopo quel sisma, fu oggetto di alcune opere di riconsolidamento, in particolare tramite fissaggio di due catene di trazione. Tuttavia, dal terremoto del 1984, che ha prodotto vistose lesioni perimetrali, è stato inutilizzato e trascurato, sino al suo cedimento, che si è verificato nella mattinata del 23 gennaio 2014.

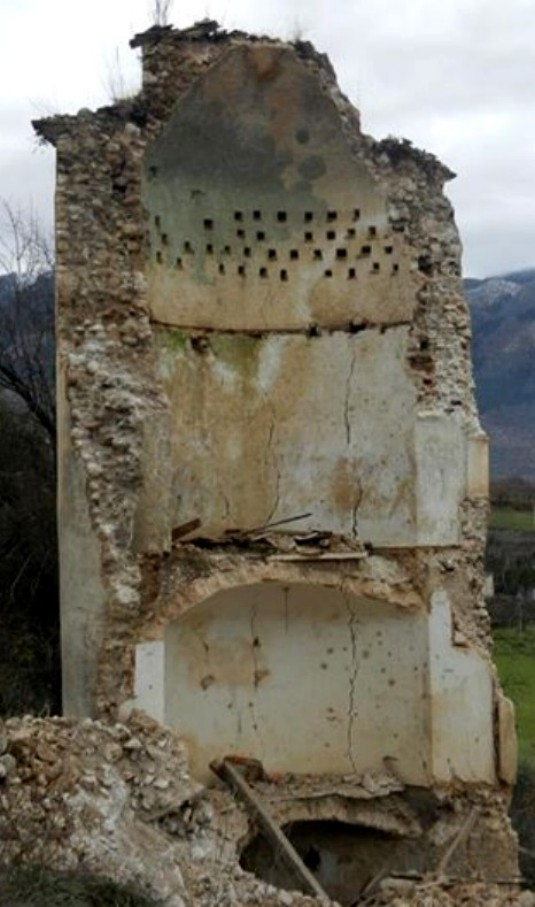
La Palombara dopo il crollo. Emerge il giro, su 4 fila, di nidi artificiali

## Architettura

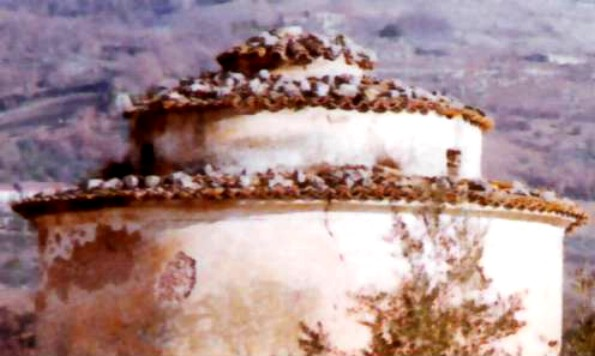
Lato nord-est della Palombara. Particolare della copertura a spiovente

Questa particolare torre colombaia aveva una forma cilindrica, un'altezza di 15 metri e il diametro esterno di 7,30 metri (interno m. 4,60). Si sviluppava su quattro piani; sulla sommità era chiusa da una volta, sormontata da un ulteriore corpo cilindrico, di misure più ridotte, il quale disponeva di tre aperture, quadrangolari, a lucernario..
Il locale superiore presentava per l'intero perimetro, incastonate nel muro e disposte su quattro fila in circolo, 126 celle artificiali di terracotta, ognuna delle quali dotate di un ingresso, di forma quadrata (cm. 15 per cm. 15), con un mattone aggettante che favoriva l'appollaiarsi dei columbidi.
Il locale al secondo piano, caratterizzato da una elegante bifora, da cui si dominava una parte della Valle di Comino, rappresentava lo studio del "colombofilo": da qui, infatti, venivano lanciati e si ricevevano i colombigrammi.